# Yūsuke Tasaka
Yūsuke Tasaka (jap. 田坂 祐介, Tasaka Yūsuke; * 8. Juli 1985 in Hiroshima) ist ein japanischer Fußballspieler.

## Karriere
Ab Januar 2007 spielte Tasaka für den Club Kawasaki Frontale, der in der J. League Division 1 spielte. Mit Kawasaki Frontale wurde Tasaka 2008 und 2009 Vizemeister und bestritt 2010 sechs Spiele in der AFC Champions League. 2012 wechselte er ablösefrei nach Deutschland zum VfL Bochum. Er unterschrieb dort einen Vertrag bis 2015. Er wurde von Bochum verpflichtet, um seinen Landsmann Takashi Inui zu ersetzen, der zu Eintracht Frankfurt gewechselt war.
Im Sommer 2015 kehrte er zurück zu Kawasaki Frontale. Nach 52 Erstligaspielen wechselte er 2019 zum Zweitligisten JEF United Ichihara Chiba nach Ichihara.